# Barbuise
Barbuise ist eine französische Gemeinde mit 447 Einwohnern (Stand: 1. Januar 2022) im Département Aube in der Region Grand Est. Der Ort gehört zum Arrondissement Nogent-sur-Seine und zum Kanton Nogent-sur-Seine. Zudem ist die Gemeinde Teil des 2006 gegründeten Gemeindeverbands Nogentais. Die Einwohner werden Barbisiens genannt.

## Geographie
Barbuise liegt rund 50 Kilometer nordwestlich von Troyes und rund 77 Kilometer ostsüdöstlich von Paris im Nordwesten des Départements Aube.
Nachbargemeinden sind Villenauxe-la-Grande im Norden, Plessis-Barbuise im Norden und Nordosten, La Villeneuve-au-Châtelot im Osten, Pont-sur-Seine im Süden und Südosten, Marnay-sur-Seine im Süden, La Saulsotte im Westen sowie Montpothier im Nordwesten.

## Bevölkerungsentwicklung
| Jahr                       | 1962 | 1968 | 1975 | 1982 | 1990 | 1999 | 2006 | 2011 | 2018 |
| Einwohner                  | 304  | 298  | 276  | 287  | 270  | 345  | 395  | 415  | 467  |
| Quellen: Cassini und INSEE |      |      |      |      |      |      |      |      |      |

## Sehenswürdigkeiten
- Allée couverte des Grèves de Fraicul, seit 1993 Monument historique
- neolithisches Gräberfeld von Barbuise-Courtavant der Cerny-Kultur
- Dorfkirche Saint-Pierre-ès-Liens
- Reste des früheren, 1838 zerstörten Schlosses

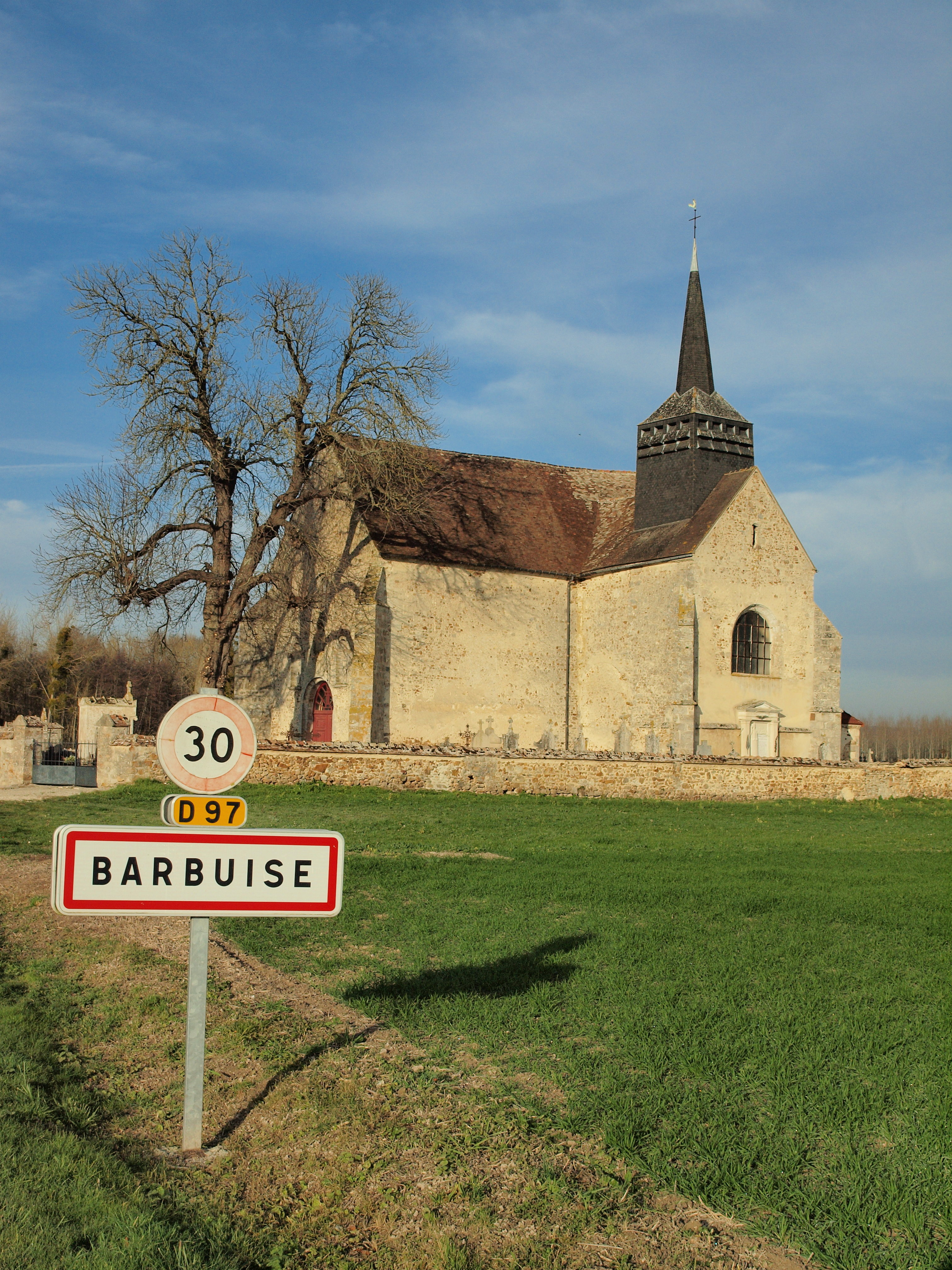
Kirche Saint-Pierre-ès-Liens

## Persönlichkeiten
- Georges Lapierre (1886–1945), Lehrer und Widerstandskämpfer, im Konzentrationslager Dachau ermordet